# بنگال کمیکال
بنگال کمیکال (انگلیسی: Bengal Chemical) شرکت صنایع شیمیایی هندی است، که در سال ۱۹۰۱ تأسیس شد.